# A Fővárosi Állat- és Növénykert Rágcsálóháza
A Rágcsálóház, későbbi nevén  Variház, Mandrillház a budapesti Fővárosi Állat- és Növénykert egyik épülete.

## Története
A Rágcsálóház a régi Majomház mellett, a Maki (Bambi) Házzal szemben áll. 1909–1912 között épült a Kós Károly–Zrumeczky Dezső páros tervei alapján. Eredeti célja a kisemlősök, rágcsálók bemutatása volt, amit a 2000-es évek elejéig el is látott. Az idők során számos kisebb-nagyobb beavatkozást végeztek az épületen, ezért az az 1990-es évekre szinte felismerhetetlen állapotba került. Végül Nyitrai Péter tervei alapján 2003-ban teljes körű felújítást kapott, amelynek során visszaállították eredeti arculatát. 
Többek között tengerimalacok, különféle egerek, patkányok, pelék lakhelye volt, illetve egy időben hódpatkányok, sörtés armadillók és maláj pálmasodrók is éltek itt. Azóta, bár neve megmaradt, a mandrillok belső bemutatójaként szolgál, akiknek külső majomszigetükre külön kijárat nyílik.

## Képtár

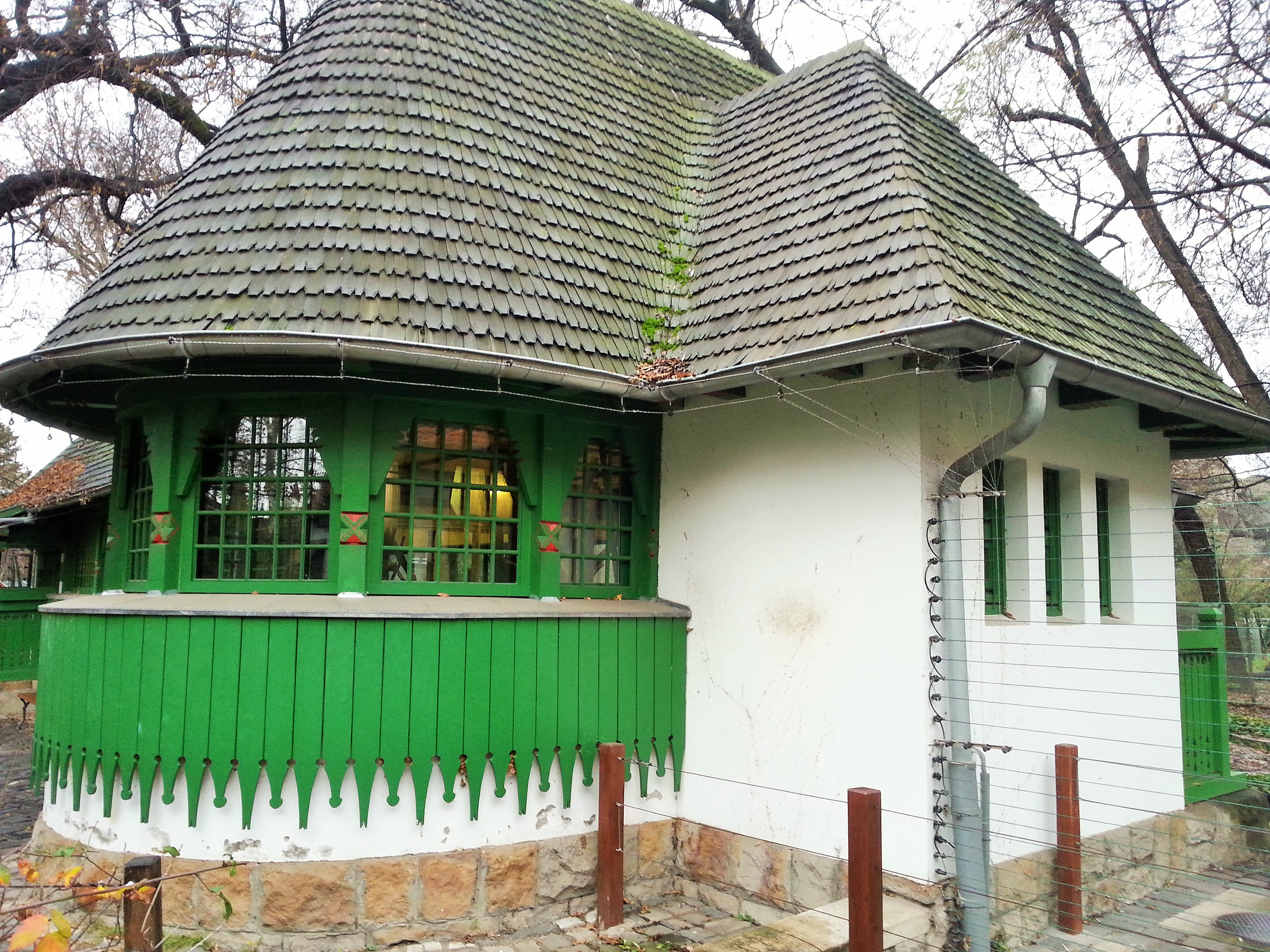
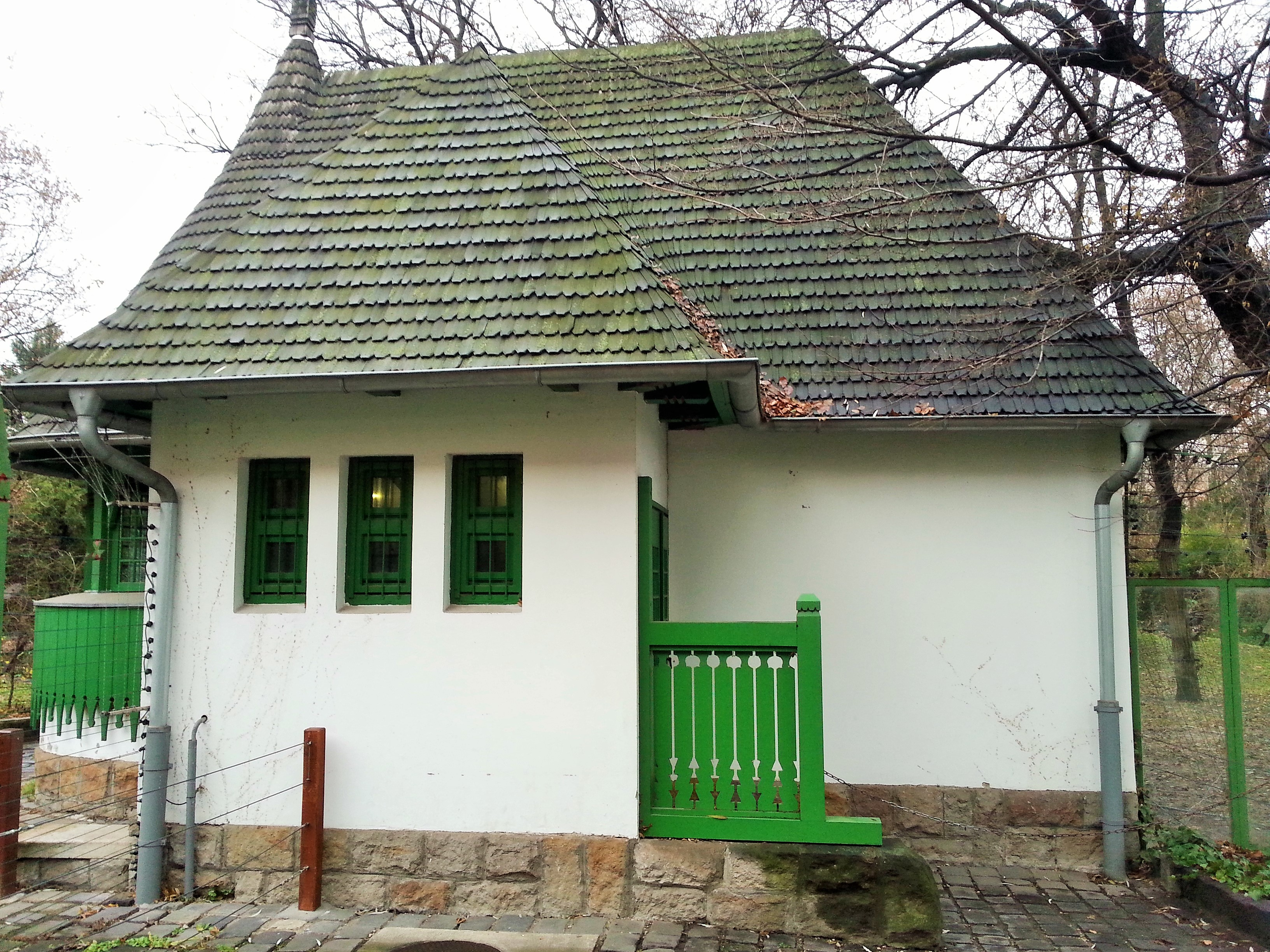
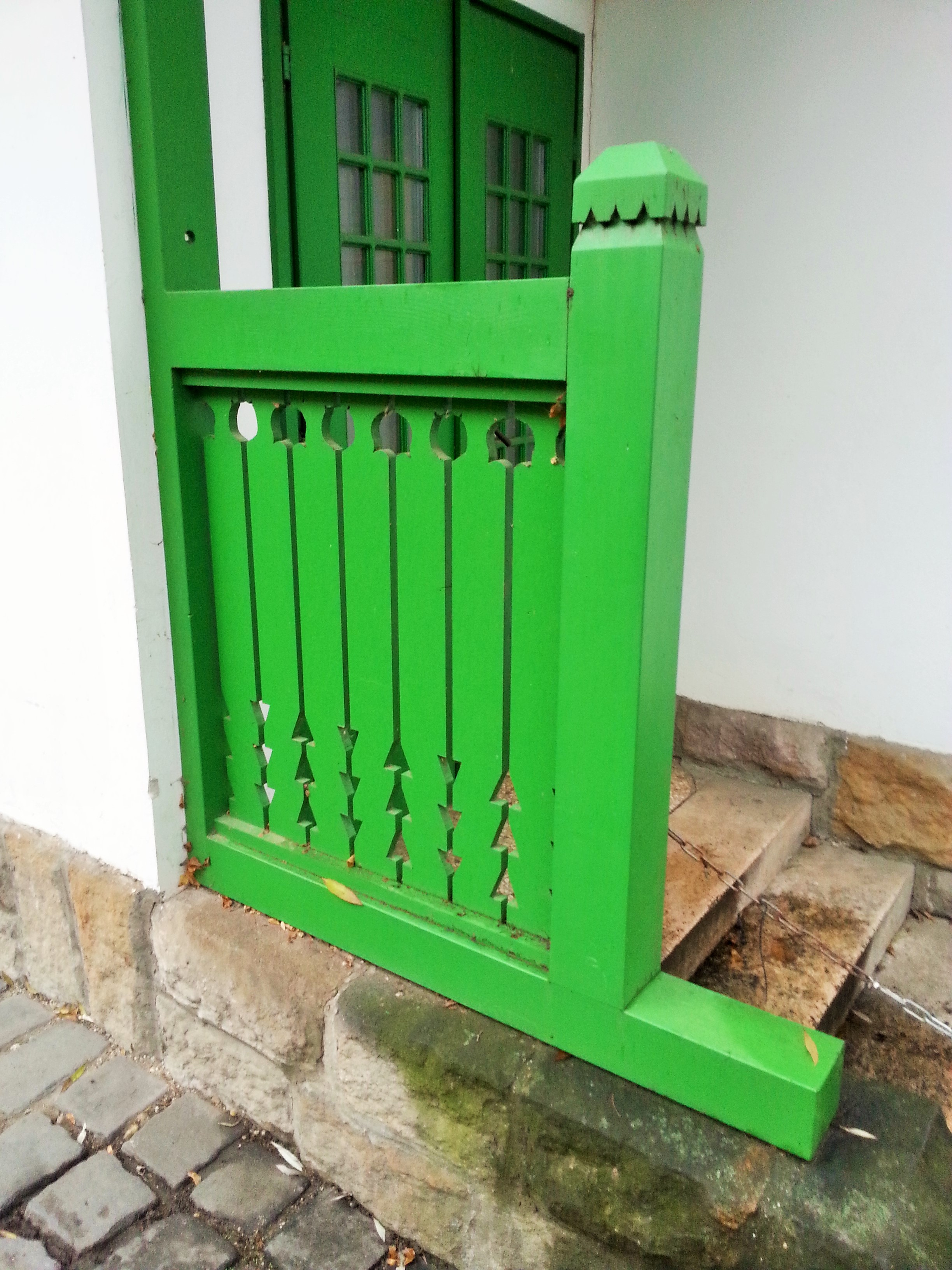
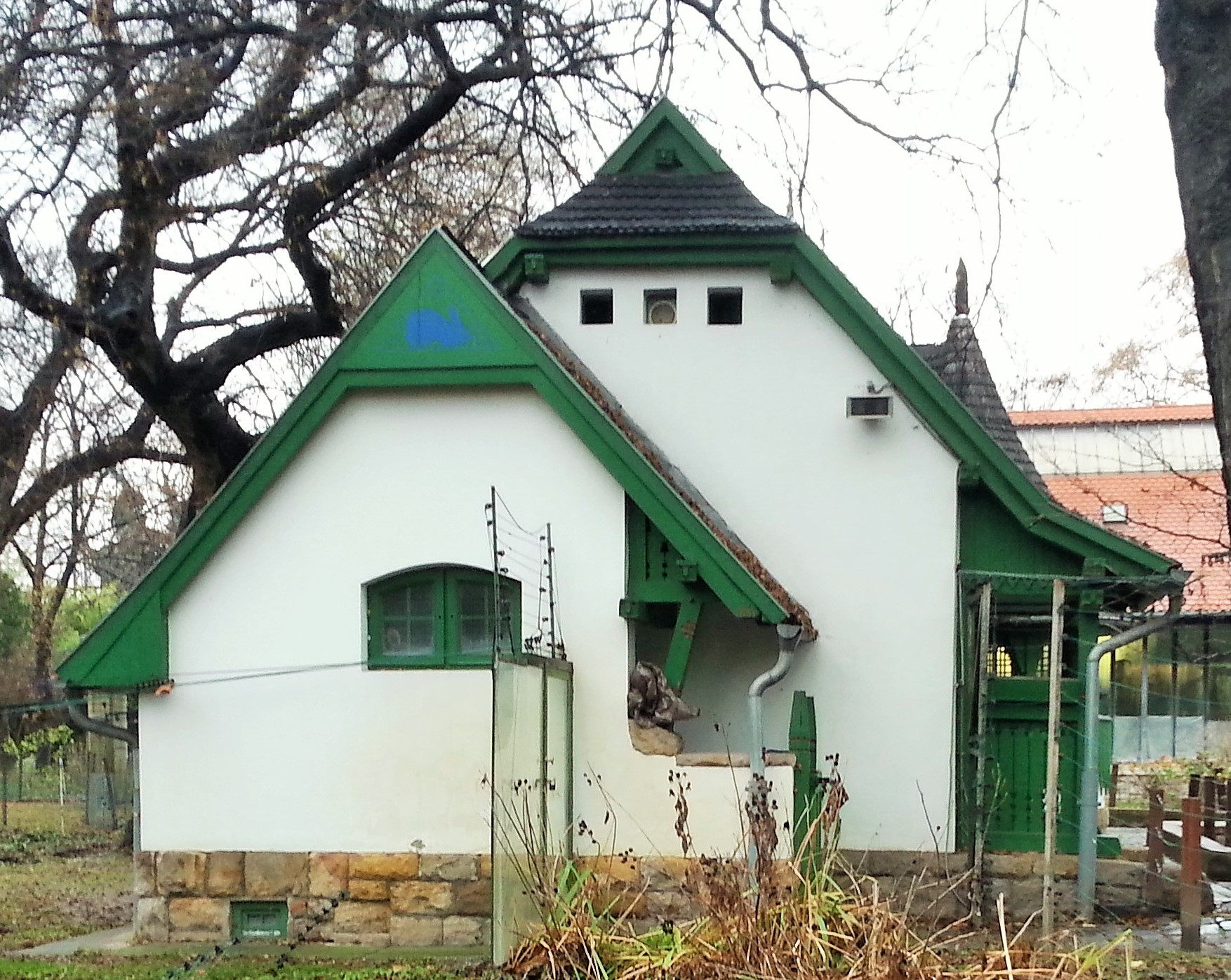
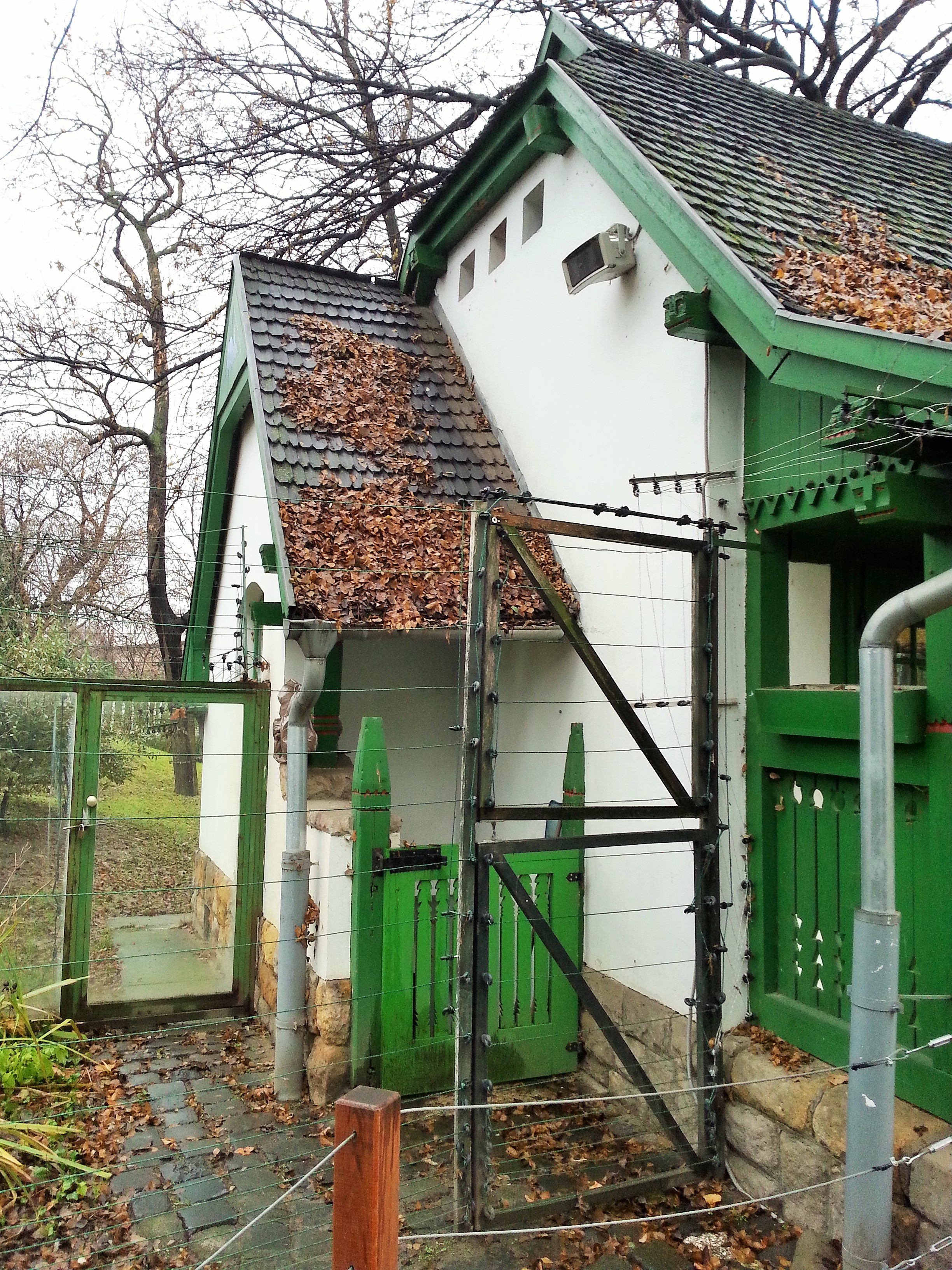
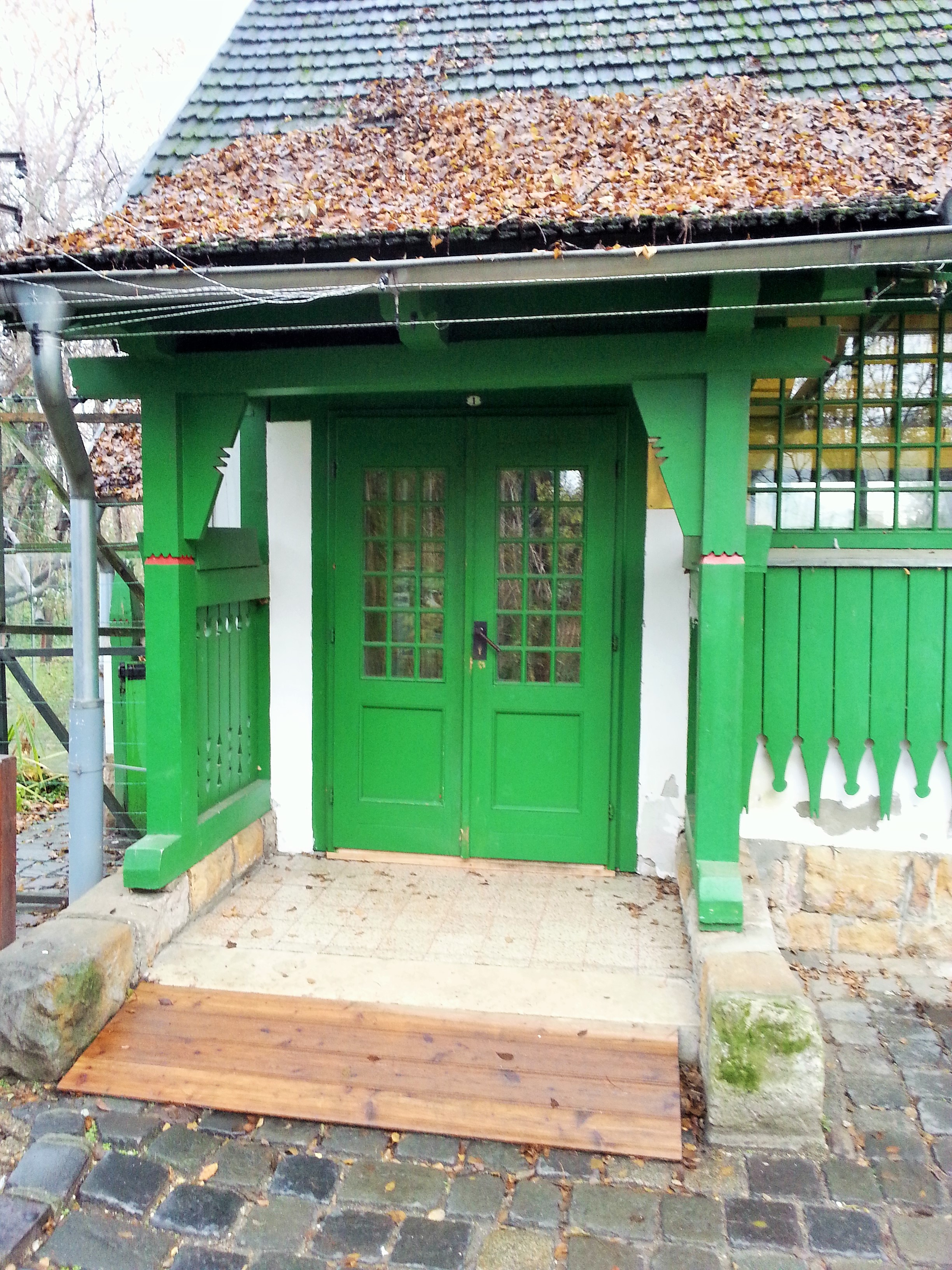
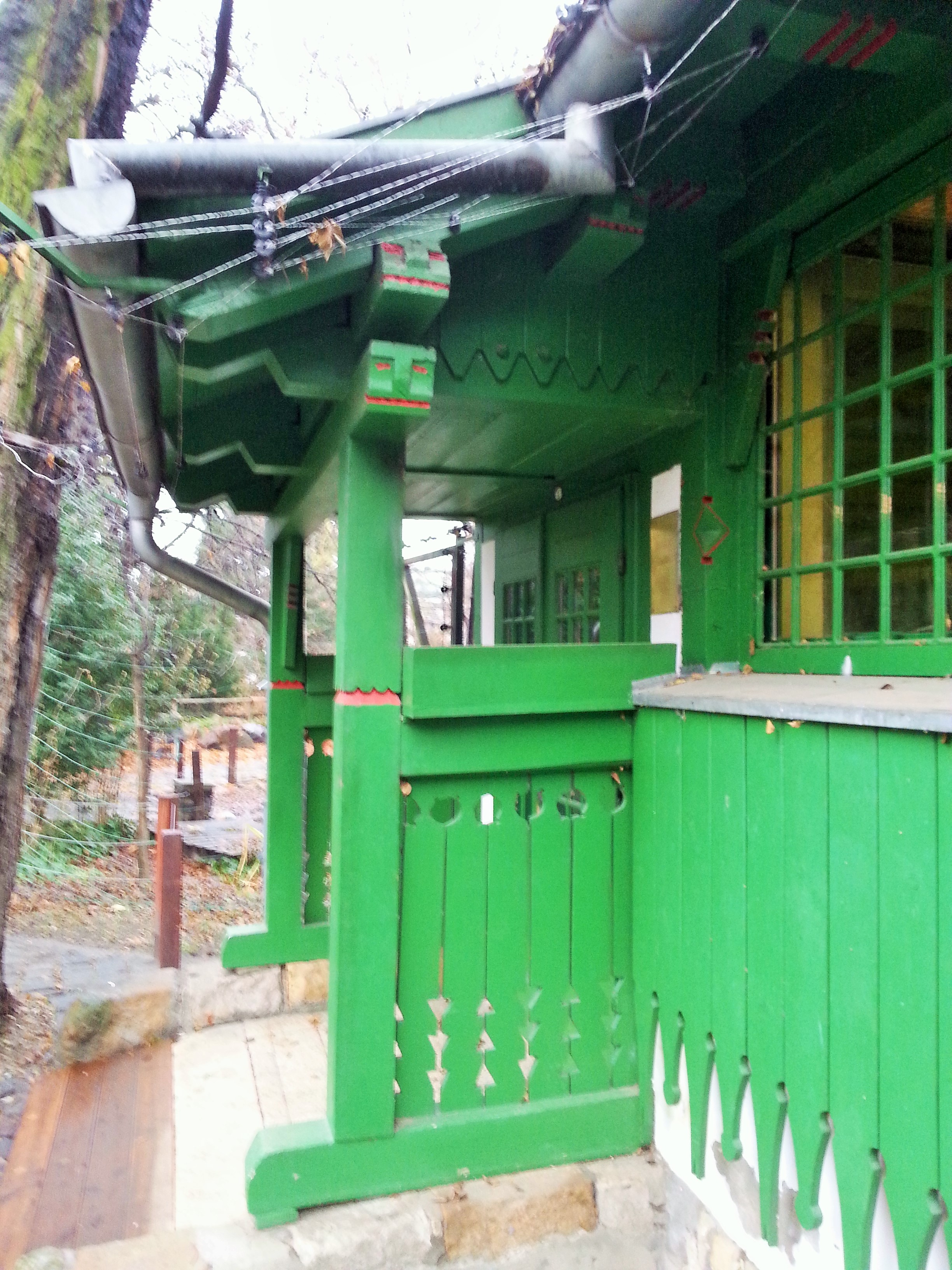
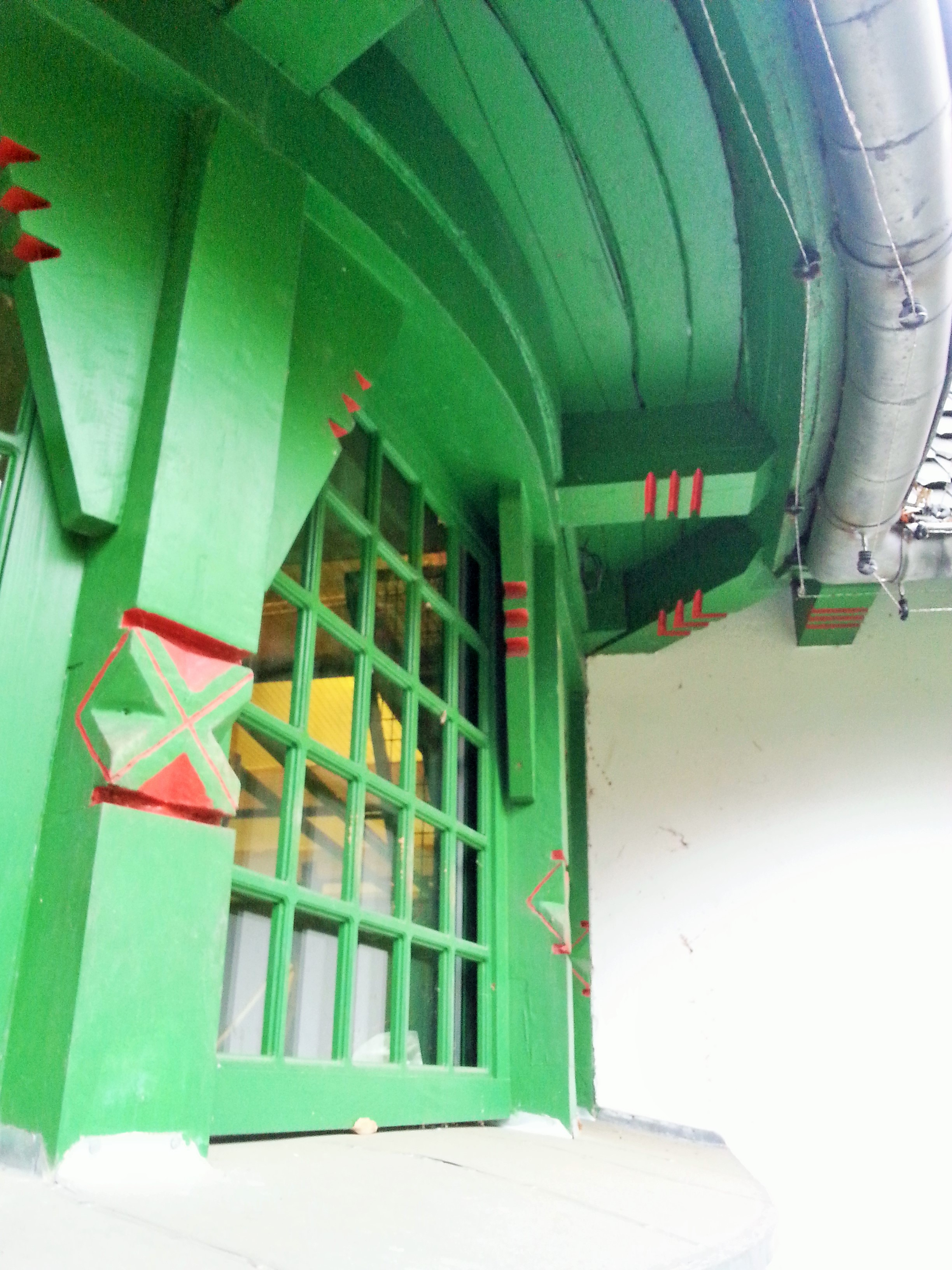
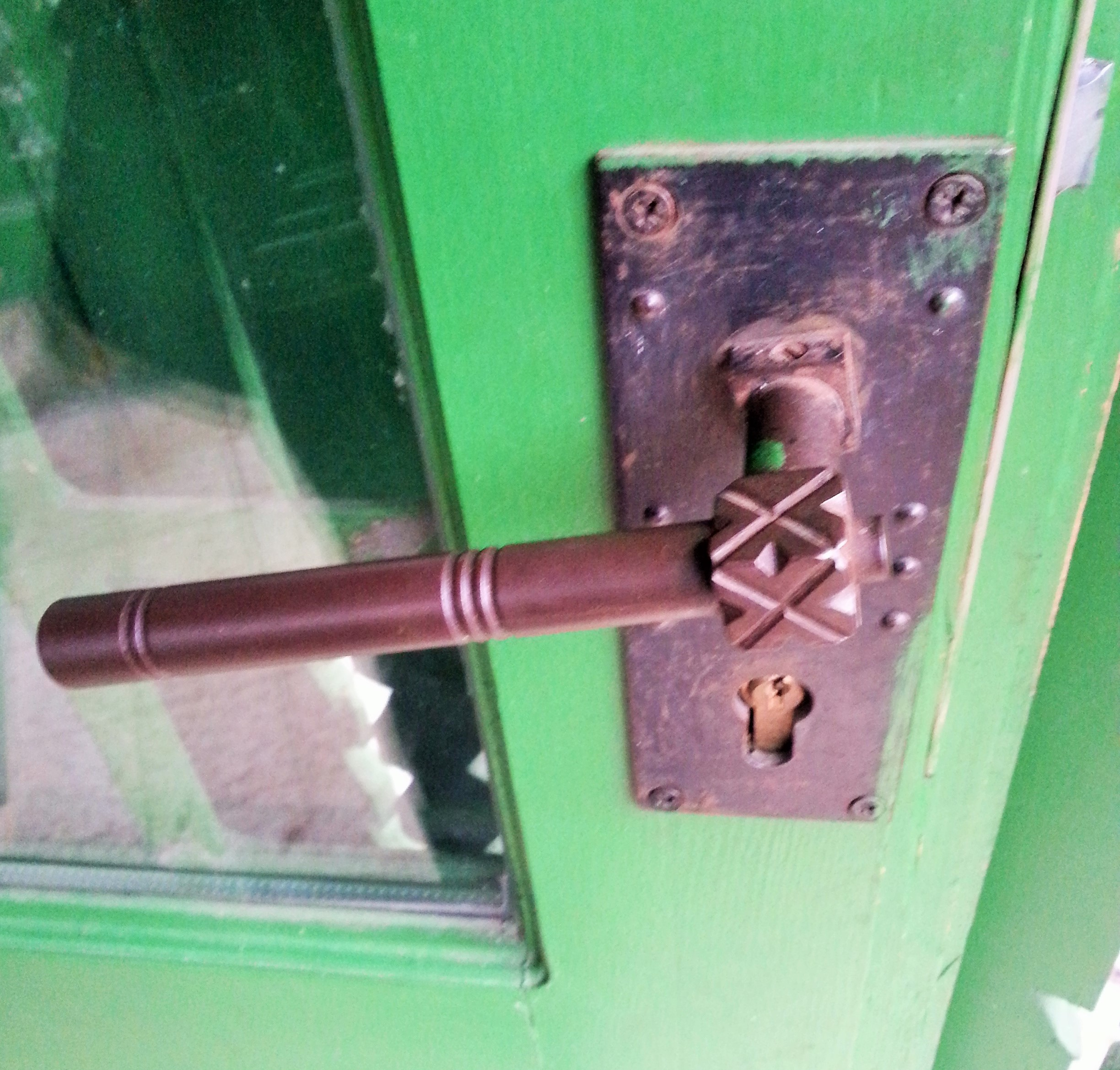
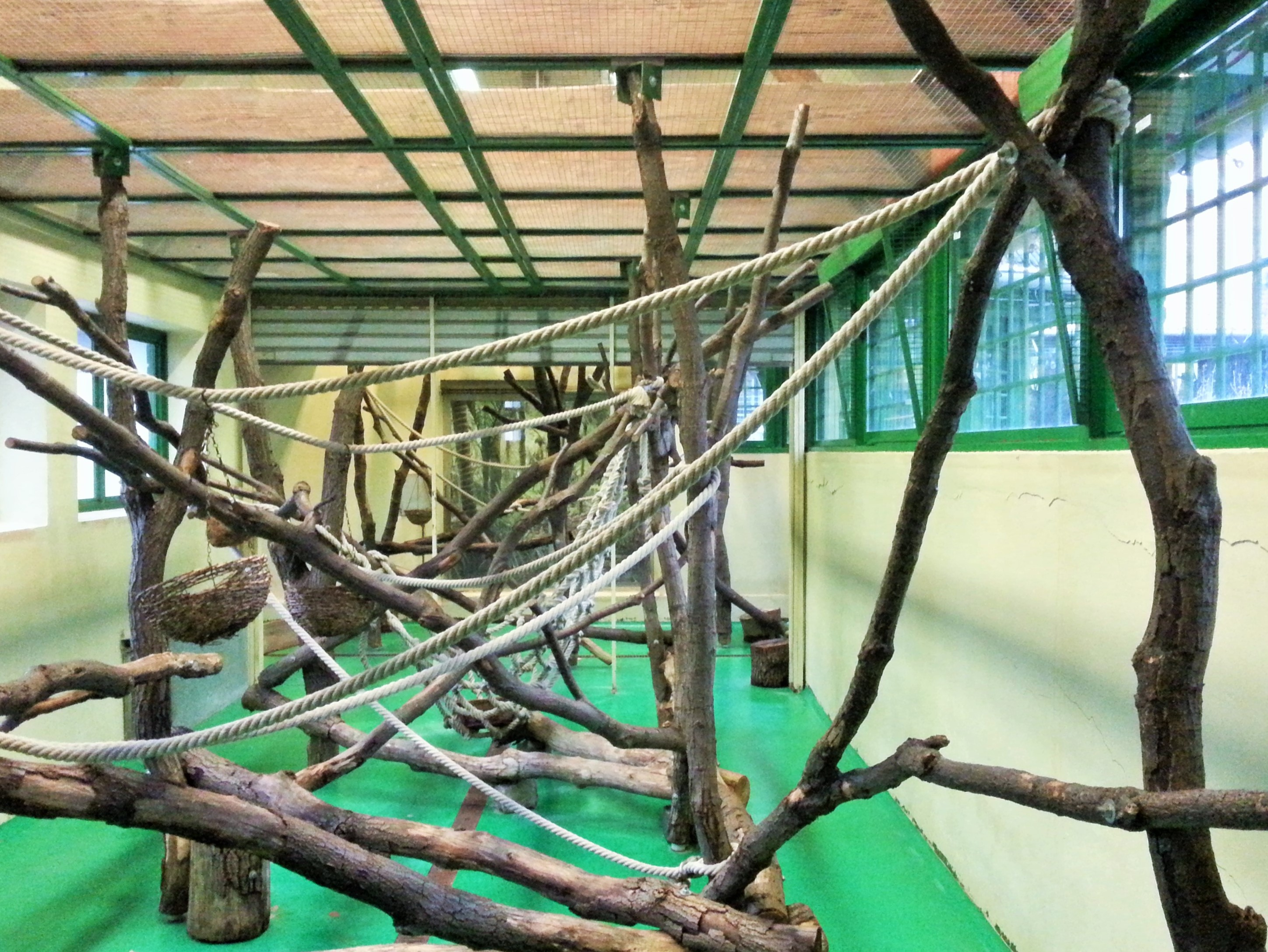

## Külső hivatkozások
- Patinás épületek. zoobudapest.com. (Hozzáférés: 2021. december 13.)